# 福井県道123号芦原温泉停車場北野線
福井県道123号芦原温泉停車場北野線（ふくいけんどう123ごう あわらおんせんていしゃじょうきたのせん）は福井県あわら市内に終始する駅および一般県道と国道を結ぶ一般県道である。

## 路線概要

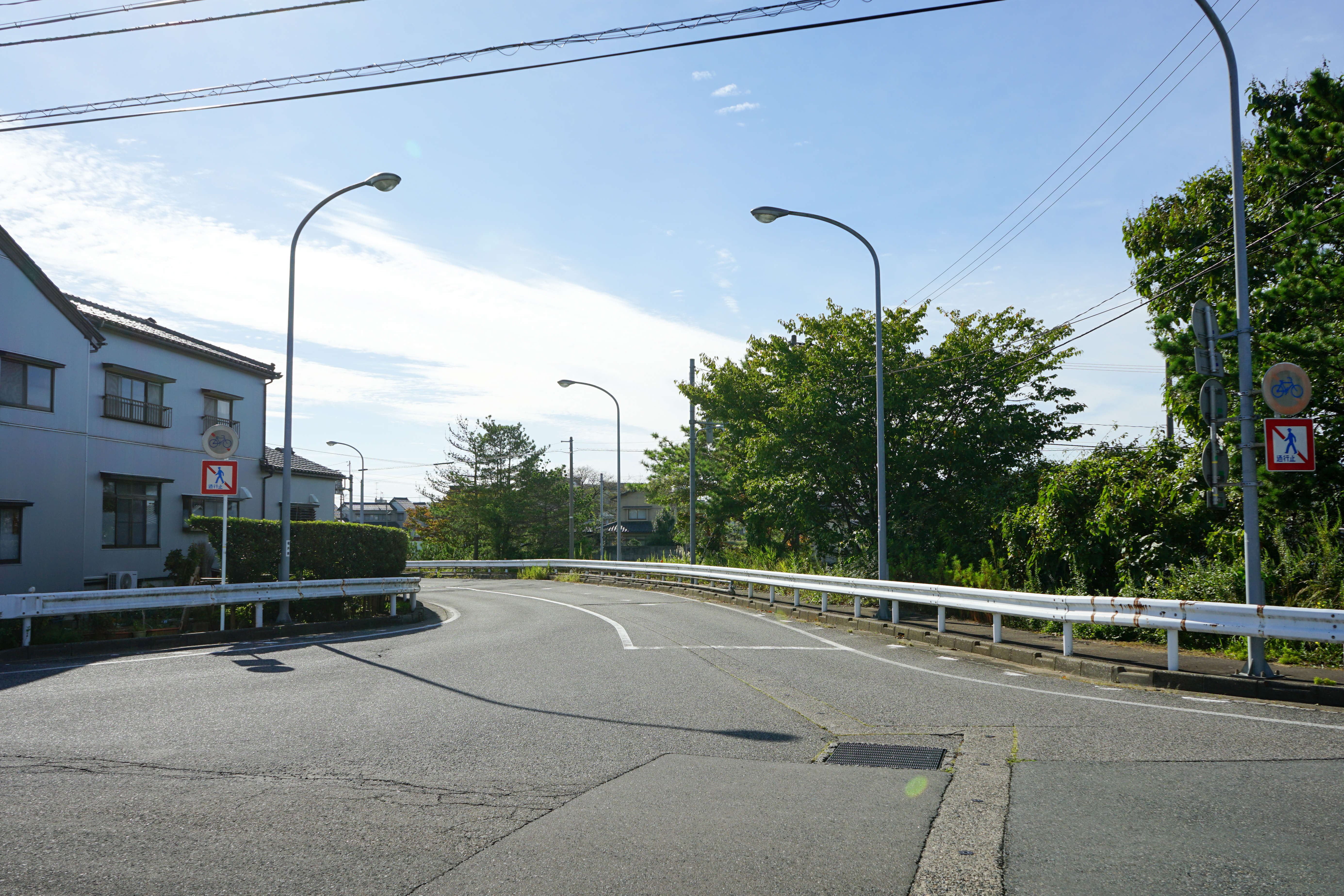
起点の春宮1丁目交差点

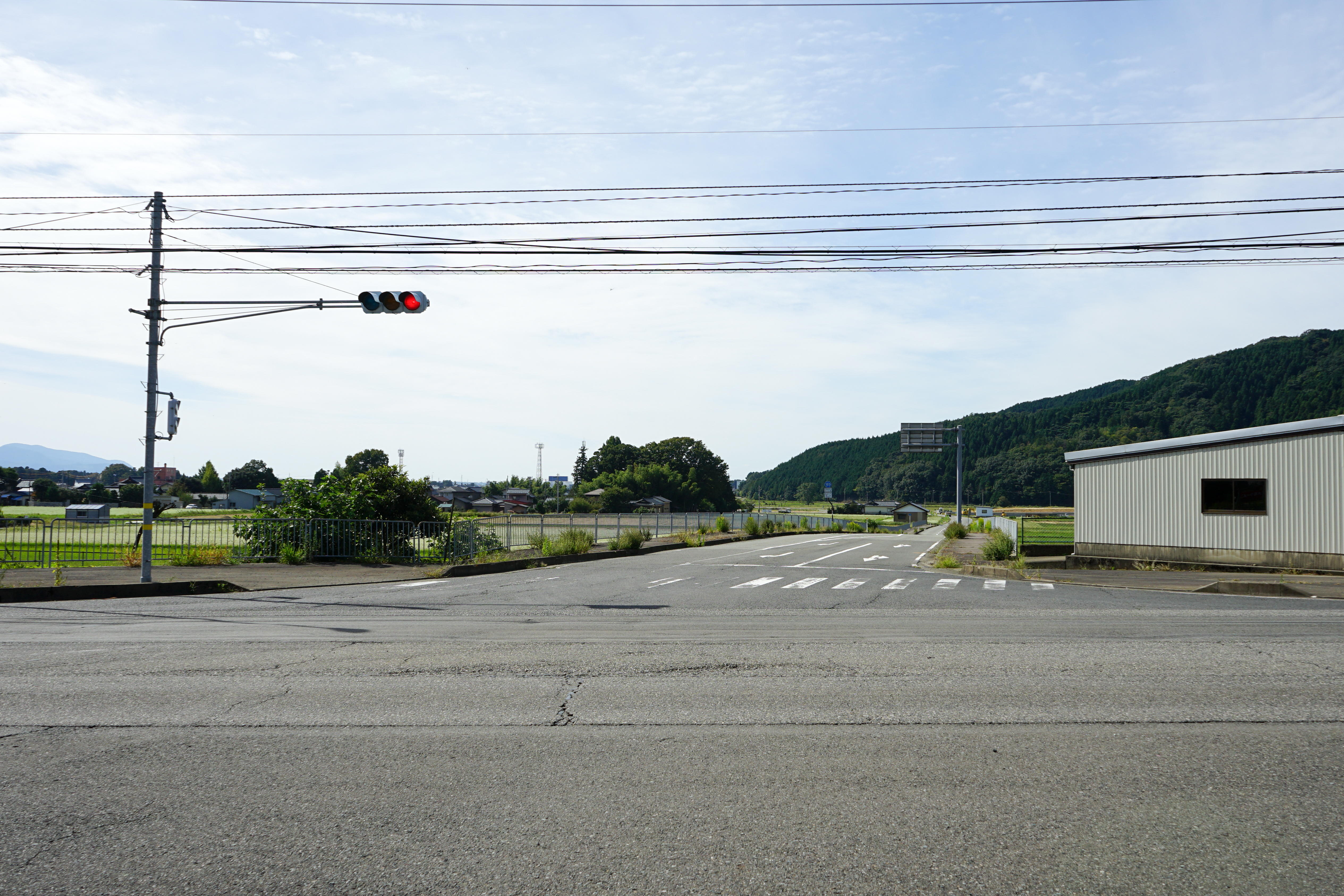
旧終点の前谷交差点。
この地点は福井県道110号北野松岡線上となった。

国道8号と芦原温泉駅とを結ぶ役割を担う路線である。あわら市東部と市役所や市内唯一の高校を含む市街地を結んでおり、これらの地域同士を結ぶことも重要な役割の一つとなっている。あわら市南部において国道8号に最も近い芦原温泉の駅であり、観光客の誘導という面からみても重要であり、市民と県外者両方からみてもなくてはならない道路といえるだろう。またトリムパークかなづへのアクセスも福井県道258号と合わせて担っており、様々な役割を持つ路線である。
2019年4月1日、終点を国道8号福井バイパス交点の北野交差点への変更・短縮に伴い芦原温泉停車場中川線から芦原温泉停車場北野線へ名称変更。中川松岡線の起点も同交差点まで移動・西伸され福井県道110号北野松岡線へ変更となった。 

### 路線データ
- 起点：福井県あわら市春宮一丁目（芦原温泉停車場）
- 終点：福井県あわら市北野（国道8号交点）

## 道路状況
全線において片側1車線の確保された一般的な県道である。役割の重要性もあいまって交通量は付近の他の路線と比較しても多く、特に起点付近は観光客も多く渋滞が起こることもままある。さらに沿線周辺にトリムパークかなづがあり、ここでスポーツなどのイベントがある際は、混雑はさらにひどくなる。通行はしやすいが、時期と季節を選ばないと混雑に巻き込まれる可能性もある路線である。

## 接続路線
- 福井県道122号芦原温泉停車場線（あわら市春宮一丁目・芦原温泉停車場、起点）
- 福井県道258号トリムパークかなづ線（あわら市春宮一丁目・春宮1丁目交差点 - 同市菅野で重複）
- 福井県道154号高柳矢地線（あわら市矢地）
- 国道8号（福井バイパス）（あわら市北野・北野交差点、終点）
- 福井県道110号北野松岡線（同上）

## 沿線
- 北陸新幹線・ハピラインふくい線 芦原温泉駅
- 昭和公園